# Jiří Holý (literární teoretik)
Jiří Holý (* 28. dubna 1953 Nový Jičín) je český literární historik a teoretik. Zaměřuje se na českou literaturu 20. století, česko-německé kulturní vztahy a téma holokaustu.

## Život
V letech 1972–1977 vystudoval na FF UK v Praze (obory čeština a němčina). Pracoval v nakladatelství Československý spisovatel, v letech 1982–1998 v Ústavu pro českou literaturu Akademie věd ČR postupně jako odborný pracovník, vědecký pracovník, vedoucí oddělení teorie literatury. V roce 1998 přešel do Ústavu české literatury a literární vědy FF UK. V roce 2001 pak byl jmenován profesorem. Po roce 1990 působil jako hostující docent na univerzitách v Lipsku, Saarbrückenu, Řezně, Vídni a Berlíně. 1989–2002 byl redaktorem časopisu Česká literatura. Podílí se na vydávání reprezentativní edice Česká knižnice od jejího počátku v roce 1997 (dosud 58 svazků), je předsedou její správní rady. V roce 2008 byl vyznamenán cenou Humboldt Research Award, kterou udílí Alexander von Humboldt-Stiftung.